# Tour ENGIE
Tour ENGIE este o clădire de birouri din districtul financiar La Défense din Courbevoie, Franța. Zgârie-nori inițial a fost construit în 2008 și avea 185 de metri.